# Hellendoorn
Hellendoorn este o comună și o localitate în provincia Overijssel, Țările de Jos. 

## Localități componente
Nijverdal, Hellendoorn, Daarle, Daarlerveen, Eelen en Rhaan, Egede, Haarle Hankate, Hulsen, Marle.